# Bichu Devi
Bichu Devi Kharibam (en hindi : बिचु देवी खरीबाम) née le 3 décembre 2000, est une joueuse indienne de hockey sur gazon. Elle évolue au poste d'attaquante au Indian Oil Corporation Ltd. et avec l'équipe nationale indienne.

## Carrière
Elle a fait ses débuts le 13 mars 2022 contre l'Allemagne à la 3e saison de la Ligue professionnelle (2021-2022).

## Palmarès
- : 3e à la Ligue professionnelle 2021-2022.